# Club Atlético Sarmiento
Maillots
Actualités
Dernière mise à jour : 17 novembre 2024.
Le Club Atlético Sarmiento est un club argentin de football basé à Junín.

## Palmarès
- Primera B Nacional :
  - Champion : 2018-2019, 2020
- Primera B Metropolitana :
  - Champion : 1980, 2003-2004, 2011-2012

## Grands joueurs
- Rodolfo Fischer
- Oscar Más
- Daniel Passarella